# Rio Reiser
Rio Reiser, eg. Ralph Christian Möbius, född 9 januari 1950 i Berlin i Tyskland, död 20 augusti 1996 i Fresenhagen i Tyskland (av den alkoholmissbruksrelaterade sjukdomen esofagusvaricer), var en tysk rockmusiker och sångare i det kända tyska bandet Ton Steine Scherben.